# جنگل ملی استانیسلاس
جنگل ملی استانیسلاس (به انگلیسی: Stanislaus National Forest) یک منطقهٔ مسکونی در ایالات متحده آمریکا است که در کالیفرنیا واقع شده‌است. ایالت کالیفرنیا در غرب آمریکا قرار دارد.